# Climacteris melanurus
Trepadeira-de-cauda-preta ou corre-troncos-escuro (Climacteris melanurus) é uma espécie de ave da família Climacteridae.
É endémica da Austrália.
Os seus habitats naturais são: florestas temperadas e florestas subtropicais ou tropicais húmidas de baixa altitude.